# Crest (emblema scozzese)
Secondo l'araldica scozzese, il crest badge è un emblema o un insignia indossata per mostrare la propria adesione volontaria o l'appartenenza ereditata a un Clan scozzese. Il crest badge è anche detto, nel gergo comune, clan crest, ma, in realtà è un nome inappropriato, perché non esiste un'insegna per il clan scozzese, esattamente come non esiste un armoriale.
Il crest badge consiste di un cimiero e di un motto, eventualmente integrati da uno slogan, che, per la legge scozzese, è comunque tutt'uno con il motto. Anche l'araldica scozzese indica la presenza di un secondo ulteriore motto, a volte impresso nello scudo. Questi due elementi sono tutelati dalla legge araldica scozzese come proprietà privata.

Lo slogan CREAG AN TUIRC appare sullo crest badge di un membro del Clan scozze MacLaren.

I crest badge inoltre possono essere indossati da chiunque, ma chi non ne ha legalmente titolo è obbligato ad indossarlo circondato da una cinghia e da una fibbia. Coloro che possiedono gli elementi araldici di diritto, possono invece indossare il crest badge circondato da un cerchio piano. La cinghia e la fibbia indicano che colui che lo indossa è un seguace della persona che possiede di diritto la cresta e il motto.
I Crest badge sono in genere indossati dai membri di clan scozzesi. Questi distintivi sono gli elementi araldici presenti nell'armoriale del clan chief o, in italiano, capo clan. 
I Clan scozzesi armigeri sono famiglie con nomi registrati presso la Court of the Lord Lyon. Anticamente i Clan scozzesi avevano un Capo Clan che indossava un armoriale indifferenziato, ma nel corso del novecento questi non venne più riconosciuto dalla stessa Corte. I membri di questi clan indossano il crest badge dell'ultimo clan chief legalmente e ufficialmente riconosciuto. Tuttavia, alcuni clan violano questa consuetudine e indossano il crest badge quale parte dell'armoriale di persone mai riconosciute come Clan Chief.
Poiché i clan crest sono oggetto di compravendita, essi appartengono per diritto ereditario soltanto al Clan Chief, che potrebbe venderlo coi relativi diritti per indossarlo senza cinghia o fibbia.
I crest badge e i tartan dei clan hanno una storia recente, risalente al periodo vittoriano, e, solo a inizio novecento iniziarono ad essere portati sui bonnet, un cappello femminile. Molto probabilmente l'araldica dei clan sembra che fosse in parte diversa: piante particolari, indossate sempre sui bonnet, appesa alla punta o di un palo o di una lancia.

## Introduzione
Il termine clan badge  è molto usato, ma è anche un nome improprio. Anche se è possibile acquistare un clan badge, la cui medaglia, o insigna stessa, può essere di proprietà di un membro del clan, gli elementi araldici, la cresta e il motto in essa rappresentati, appartengono soltanto ed esclusivamente al Capo Clan, e mai ad un singolo membro. La cresta e il motto all'interno sono di proprietà esclusiva del Capo, mentre i membri sono autorizzati solo a indossare il badge in segno di fedeltà al loro Clan e al loro Capo Clan. Per un membro del clan è illegale appropriarsi della cresta, del capo e del motto e riprodurli in oggetti come decorating silverware o come iscrizioni su sigilli e anelli. In breve, stemmi, creste e motti, sono di proprietà personale di una sola persona, e, in termini di creste clan, sono di proprietà del Capo Clan. La legge araldica vieta l'appropriazione indebita da parte di membri del clan sia per l'argenteria che per un sigillo.
I crest badge sono specificamente destinati ad essere indossati dalle persone, e nella parte esterna possono essere prodotti in argento o in metallo bianco. Se illustrati, devono essere realizzati in un solo colore, mai colorati. Per la legge araldica, le donne possono indossare il crest badge come spilla, in genere appuntata sul lato sinistro, e, per loro il crest badge viene realizzato in oro.
Secondo gli uffici inglesi per la tenuta e verifica degli armoriali, quali: John Martin Robinson e Thomas Woodcock, le badge crest hanno svolto un ruolo relativamente insignificante nell'araldica scozzese rispetto all'araldica inglese. Di conseguenza molti armigeri scozzesi, compresi i capi del clan, posseggno creste simili, quindi, i distintivi della cresta, possono a volte mostrare un'associazione evidente con un altro clan. Ad esempio: i clan associati alla Confederazione Chattan condividono distintivi di cresta molto simili che recano quale principale illustrazione, gatti selvatici., tra questi vi sono, il Clan Chattan,  il Clan MacBain, il Clan Macgillivray, il Clan Mackintosh, il Clan Macpherson, e il Clan MacThomas. Di nuovo, i Clan associati con il Clan MacTavish, quali il Clan Campbell di Breadalbane, Clan MacIver ed il Clan Clan Campbell, indossano crest badge che contengono creste e motti simili alle creste e ai motti del capo del Clan MacTavish, ossia aventi come riferimento il mare o caratteristiche marine. .